# Desa Tegalsari (administrativ by i Indonesien, Jawa Timur, lat -8,43, long 114,14)
Desa Tegalsari är en administrativ by i Indonesien.   Den ligger i provinsen Jawa Timur, i den sydvästra delen av landet, 800 km öster om huvudstaden Jakarta.